# حروب استقلال أمريكا الإسبانية
كانت حروب استقلال أمريكا الإسبانية حروبًا متعددة شُنت ضد الحكم الإسباني في أمريكا الإسبانية بهدف تحقيق الاستقلال، وقد وقعت في بدايات القرن التاسع عشر، بعد فترة قصيرة من الغزو الفرنسي لإسبانيا عام 1807 خلال الحروب النابليونية الأوروبية. على الرغم من وجود بحث على فكرة الهوية المستقلة لأمريكا إسبانية (الكريول) منفصلة عن هوية أيبيريا، لم يكن الاستقلال السياسي هدفًا في البداية لمعظم شعب أمريكا الإسبانية، ولم يكن بالضرورة أمرًا حتميًا. بعد استعادة الحكم من قِبل فيرديناند السابع عام 1814، ورفضه الدستور الليبرالي الإسباني لعام 1812، عزز النظام الملكي، كما الليبراليين، موقفهم تجاه ممتلكاته خلف البحار، وسعوا بدورهم بشكل متزايد للحصول على الاستقلال السياسي.
بدأت الصراعات العنيفة عام 1809 أثناء حكم المجالس العسكرية قصيرة العمر (عدد من الإدارات المحلية التي تشكلت في إسبانيا خلال حرب الاستقلال الإسبانية) التي تأسست في شوكاسيسكا وكويتو كمعارضة لحكومة المجلس العسكري الأعلى في إشبيلية. في عام 2010، ظهرت مجالس عسكرية حديثة عبر المقاطعات الإسبانية في الأمريكيتين حين سقط المجلس العسكري المركزي أثناء الغزو الفرنسي. على الرغم أن العديد من المناطق في أمريكا الإسبانية اعترضت على العديد من السياسات الملكية، «كان هناك اهتمام طفيف بالاستقلال التام؛ في الواقع كان هناك دعم واسع النطاق لحكم المجلس العسكري الإسباني المركزي الذي تأسس لقيادة المقاومة ضد الفرنسيين». في حين آمن البعض من شعب أمريكا الإسبانية أن الاستقلال كان ضروريًا، فإن معظم الذين دعموا إنشاء حكومات جديدة في البداية رأوا فيها وسائل للحفاظ على استقلال المنطقة من الفرنسيين. على مدار العقد المقبل، أقنع عدم الاستقلال السياسي في إسبانيا واستعادة الحكم المطلق تحت عهد فيرديناند السابع العديد من شعب أمريكا الإسبانية بالحاجة الملحة للاستقلال عن البلد الأم.
نشبت هذه الصراعات كحروب غير نظامية وحروب تقليدية، وكحروب التحرر الوطني والحروب المدنية. نتج عن الصراعات بين المستعمرات وبين إسبانيا أخيرًا عددًا من البلدان المستقلة الجديدة تمتد من الأرجنتين وتشيلي وبيرو في الجنوب إلى المكسيك في الشمال خلال الثلث الأول من القرن التاسع عشر. بقيت كوبا وبيتروريكا تحت الحكم الإسباني حتى الحرب الإسبانية الأمريكية عام 1898.ألغت الجمهوريات الجديدة منذ البداية النظام الرسمي للتصنيف العنصري والتسلسل الهرمي ونظام الكاستا ومحاكم التفتيش وصلاحيات النبلاء. لم تُلغى العبودية فورًا في جميع الدول الجديدة، إنما انتهت خلال ربع قرن. حل الكريولز (أولئك الذين من نسل إسباني لكن من مواليد العالم الجديد) والميستيزيوس (أولئك الذين من دماء أو ثقافة هندية وإسبانية) محل المعينين ممن وُلدوا في إسبانيا في معظم الحكومات السياسية. بقي الكويولز في قمة الهرم الاجتماعي الذي احتفظ ببعض معالمه التقليدية ثقافيًا، إن لم تكن قانونيًا. لحوالي قرن بعدها، ناضل المحافظون والليبراليون لعكس أو لتعميق التغيرات الثقافية والسياسية التي أطلقتها التمردات.
كانت الأحداث في أمريكا الإسبانية مرتبطة بحروب الاستقلال في مستعمرة القديس دومينغو الفرنسية السابقة في هايتي، وتحقيق الاستقلال في البرازيل. تشارك استقلال البرازيل، على وجه الخصوص، نقطة الانطلاق مع استقلال أمريكا الإسبانية، إذ نشأ كل من النزاعين بسبب غزو نابليون لشبه الجزيرة الأيبيرية، ما أجبر العائلة الملكية البرتغالية على الفرار إلى البرازيل عام 1807. حدثت ثورات استقلال أمريكا الإسبانية في البيئة السياسية والفكرية التي انبثقت من عصر التنوير وأثرت على جميع ثورات الأطلسي، من ضمنها الثورات المبكرة في الولايات المتحدة وفرنسا. من أكثر الأسباب المباشرة لحروب استقلال أمريكا الإسبانية هي التطورات الفريدة التي حدثت في مملكة إسبانيا ونظامها الملكي خلال هذا العصر.

## السياق التاريخي

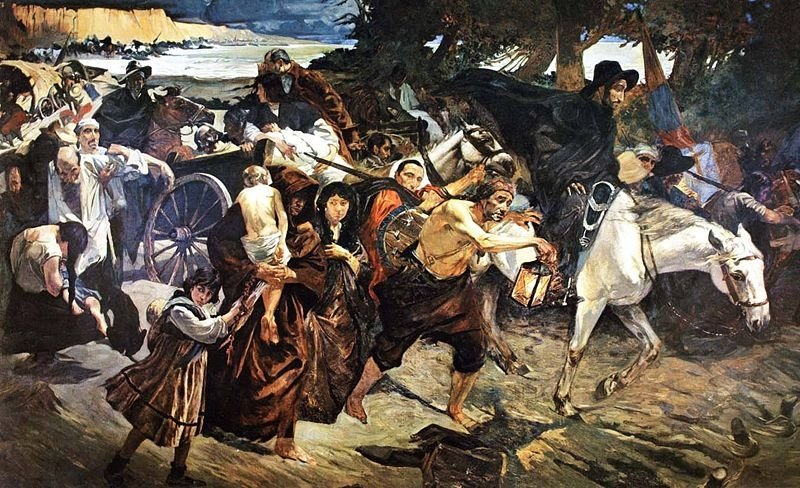
الخروج من كاراكاس عام 1814

لم يكن الاستقلال السياسي بالضرورة النتيجة الحتمية للاضطراب السياسي في أمريكا الإسبانية. «كان هناك اهتمام ضئيل بالاستقلال التام». كما لاحظ المؤرخان ر. إيه. هومفريس وجون لينتش، «فإنه من السهل جدًا مساواة قوى الاستياء أو حتى قوى التغيير مع قوى الثورة». بما أنه «حسب تعريفه، لم يكن هناك تاريخ للاستقلال حتى حدوثه»، حين حدث استقلال أمريكا الإسبانية، طُلبت توضيحات حول سبب حدوثه. 
هناك عدد من العوامل التي حُددت. أولًا، أدت زيادة السيطرة الملكية لإمبراطورية ما خلف البحار عبر إصلاحات البوربون في منتصف القرن الثامن عشر إلى إدخال تغييرات بعلاقة شعب أمريكا الإسبانية بالنظام الملكي. تحولت اللغة المستخدمة لوصف إمبراطورية ما خلف البحار من «ممالك» بموقفها المستقل بجانب النظام الملكي إلى «مستعمرات» تابعة لإسبانيا. في محاولة للسيطرة بشكل أفضل على الإدارات والاقتصاد لأراضي ما خلف البحار، أعاد التاج الملكي ممارسة تعيين الغرباء، خاصة شعب شبه الجزيرة (من وُلدوا في إسبانيا ويقطنون في العالم الجديد)، في المكاتب الملكية عبر الإمبراطورية.
كانت السياسات الملكية (عقيدة التفوق الملكي خاصة في شؤون الكنيسة) والعلمانية لنظام البوربون الملكي تهدف إلى تحجيم قوة الكنيسة الرومانية الكاثوليكية. كانت السلطة الملكية قد طردت بالفعل اليسوعيين في عام 1767 ما أدى إلى إرسال العديد من أعضاء الكريول من أعضاء الرهبنة اليسوعية إلى المنفى الدائم. في وقت لاحق من القرن الثامن عشر، سعت السلطة الملكية إلى تقليص امتيازات رجال الدين، وحصر سيطرتهم على المسائل الروحية وتقويض قوة كهنة الأبرشية، الذين كانوا في كثير من الأحيان بمثابة وكلاء للسلطة الملكية في الأبرشيات الريفية. من خلال إلغاء السلطة والهجوم المباشر على رجال الدين، قوضت السلطة الملكية، وفقًا لويليام ب. تايلور، شرعيتها الخاصة، إذ إن كهنة الأبرشية كانوا تقليديًا «الممثلين المحليين الطبيعيين لمَلكهم الكاثوليكي».
في المجال الاقتصادي، سعى النظام الملكي للسيطرة على عائدات الكنيسة. في الأزمة المالية عام 1804، حاول النظام الملكي استرجاع الديون المستحقة للكنيسة، وذلك بشكل رئيسي في شكل قروض عقارية للهاسيندا التي تملكها النخبة. هدد قانون التوحيد في وقت واحد ثروة الكنيسة، التي أقرضت رأس مالها بشكل رئيسي للرهون العقارية، فضلًا عن تهديد الرفاهية المالية للنخب، الذين اعتمدوا على القروض العقارية للحصول على ممتلكاتهم والحفاظ عليها. تقصير فترة السداد يعني أن العديد من النخب واجهوا الإفلاس. سعى النظام الملكي أيضًا للوصول إلى الفوائد التي خصصتها عائلات النخب لدعم الكهنة، غالبًا ما يكونون من أفراد أسرتهم، من خلال التخلص من هذه الأموال الموهوبة التي يعتمدها رجال الدين الأقل شأنًا على نحو غير متناسب. في مكان بارز في المكسيك، شارك رجال الدين الأقل شأنًا في التمرد من أجل الاستقلال مع القسيس ميغل هيدالغو وخوسيه ماريا موريلوس.
كان للإصلاحات نتائج متباينة. في بعض المناطق –مثل كوبا وريو دي لا بلاتا وإسبانيا الجديدة- كان للإصلاحات آثار إيجابية، إذ تحسن الاقتصاد المحلي وكفاءة الحكومة. في مناطق أخرى، أدت التغييرات في السياسات الاقتصادية والإدارية للسلطة الملكية إلى توترات مع السكان المحليين، والتي تطورت في بعض الأحيان إلى ثورات مفتوحة، مثل ثورة الكومونيروس في غرناطة الجديدة وتمرد توباك أمارو الثاني في بيرو.
كان فقدان المقرات الرئيسية لصالح شعب شبه الجزيرة وثورات القرن الثامن عشر في أمريكا الجنوبية الإسبانية الأسباب المباشرة لحروب الاستقلال، التي وقعت بعد عقود، لكنها كانت تعتبر عناصر مهمة في الخلفية السياسية التي وقعت فيها الحروب.
يمكن أن تشمل العوامل الأخرى فكر التنوير والأمثلة من ثورات الأطلسي. حفز التنوير الرغبة في نشر الإصلاح الاجتماعي والاقتصادي في جميع أرجاء أمريكا الإسبانية وشبه الجزيرة الأيبيرية. أثار التنوير في إسبانيا أفكارًا حول التجارة الحرة والاقتصاد الفيزيائي، والتي انتشرت في إمبراطورية ما خلف البحار. تأثرت الإصلاحات السياسية المطبقة والعديد من الدساتير المكتوبة في إسبانيا وفي جميع أنحاء العالم الإسباني خلال حروب الاستقلال بهذه العوامل.
من الأسباب الأخرى المباشرة وراء حروب الاستقلال: فقدان المقرات الرئيسة لصالح شعب شبه الجزيرة، وثورات القرن الثامن عشر في أمريكا الجنوبية الإسبانية. على الرغم من أن الأحداث السابقة وقعت بعد عقود، لكنها عناصر مهمة في الخلفية السياسية لتلك الحروب. تأثر الكثير من الكريول، والأثرياء منهم تحديدًا، سلبيًا بإصلاحات آل بوربون. هذا ما دفع بأثرياء الكريول إلى التحرّك، واستغلال ثرواتهم ومناصبهم في المجتمع بصفتهم زعماءً محليين، والحث على المقاومة لإيصال رسالة توضح امتعاضهم من الإصلاحات الإسبانية والتأثير الاقتصادي السلبي الذي أحدثته. لكن تلك التمردات سرعان ما أسهمت في دفع الطبقات السفلى من المجتمع إلى الراديكالية، فتوقف الكريول فورًا عن دعم التمرد العنيف بسبب استفادتهم من التغيّر الاجتماعي الذي طرأ على أنظمة التاج الإسباني. وفّر التغيّر المؤسساتي بروز الاستقرار، عبر دعم المؤسسات السياسية التي أتاحت بدورها استحداث طبقة من الكريول الأثرياء، وتكيّف تلك المؤسسات وفق ما يلائم مطالب الأثرياء بدلًا من إحداث تحوّل جذري في كامل بنية الحياة والعادات الاقتصادية والاجتماعية. لم يكن التغيّر المؤسساتي الحاصل ملائمًا للتوقعات، ودفع النخب الاجتماعية الأمريكية الإسبانية إلى مزيد من التطرف بهدف تحقيق الاستقلال. 

### إعادة الهيكلة العسكرية
تشهد الحروب الدولية التي خاضتها إسبانيا في النصف الثاني من القرن التاسع عشر على الصعوبات التي واجهتها الإمبراطورية في تعزيز ممتلكاتها الاستعمارية وتوفير المساعدة الاقتصادية لها. أدى ما سبق إلى مشاركة السكان المحليين، باطراد، في تمويل الدفاع وانخراط التشيليين في الميليشيات. تعارضت تلك التطورات مع قيم الملكية المطلقة المركزية. قدّم الإسبان أيضًا تنازلات رسمية لتعزيز الدفاعات: فعلى سبيل المثال، وعدت السلطات الإسبانية بتحرير السكان المحليين في أرخبيل تشيلوي من العبودية، وهم السكان الذين استوطنوا قرب قلعة أنكود (شُيّدت عام 1768) وساهموا في الدفاع عنها. أدى هذا التنظيم المحلي المتزايد للدفاعات إلى تقويض سلطة العاصمة وتعزيز حركة الاستقلال. 

### انتشار مُثل التنوير
تقف عوامل أخرى وراء انتشار التنوير، كالفكر التنويري ونماذج ثورات سواحل الأطلسي. هذا ما دفع الرغبة بالإصلاح الاجتماعي والاقتصادي إلى الانتشار عبر أمريكا الإسبانية وشبه الجزيرة الأيبيرية. ظهرت أفكار التجارة الحرة والفيزيوقراطية خلال عصر التنوير في إسبانيا، وانتشرت لتصل إلى إمبراطورية ما وراء البحار، فبرز عصر التنوير محليًا في أمريكا الإسبانية. أثّرت جميع تلك العوامل على الإصلاحات السياسية المطبقة والعديد من الدساتير التي صُيغت في إسبانيا وباقي أنحاء العالم الإسباني خلال حروب الاستقلال. 

## انهيار سلالة البوربون
كانت حرب الاستقلال الإسبانية الشرارة التي أشعلت النزاعات في أمريكا الإسبانية جراء غياب ملكية شرعية. خلقت حرب الاستقلال الإسبانية فترة طويلة من الاضطراب في أراضي الملكية الإسبانية عالميًا، واستمرت حتى عام 1823. سرّع استيلاء نابليون على ملوك البوربون ظهور أزمة سياسة في إسبانيا وأمريكا الإسبانية. رفض العالم الإسباني، بالإجماع تقريبًا، مخطط نابليون المتمثل بتنصيب شقيقه جوزيف بونابرت على عرش إسبانيا، لكن المعضلة استمرت جراء عدم وجود ملك على العرش. أسست المقاطعات في شبه الجزيرة الإيبيرية مجالسًا عسكرية حاكمة استجابة للأزمة، وبناءً على النظريات السياسية الإسبانية التقليدية المتعلقة بالطبيعة التعاقدية للملكية (انظر فلسفة القانون لفرانسيسكو سواريز). لكن هذه الحركة أدت إلى مزيد من الاضطراب جراء غياب السلطة المركزية أولًا، وعدم اعتراف معظم المجالس بمطالب المجالس الأخرى لتمثيل الملكية ككل. طالب مجلس إشبيلية، بوجه خاص، بفرض سلطته على على إمبراطورية ما وراء البحار، بناءً على مركز المقاطعة التاريخي، والتي احتوت ميناء إعادة التصدير الوحيد في الإمبراطورية. 
حُلّ المأزق السابق عبر المفاوضات بين مختلف المجالس العسكرية في إسبانيا، وبمشاركة مجلس قشتالة، ما أدى إلى خلق حكومة رئيسة هي المجلس العسكري المركزي الأعلى  في 25 سبتمبر عام 1808. اتُفق على أن ترسل ممالك شبه الجزيرة الإيبيرية ممثلَين عن المجلس العسكري المركزي الأعلى، بينما ترسل كل مملكة من ممالك ما وراء البحار ممثلًا واحدًا عنها. تتألف هذه الممالك من النيابة الملكية على كلّ من إسبانيا الجديدة (المكسيك) والبيرو وغرناطة الجديدة وريو دي لا بلاتا البديلة، بالإضافة إلى الرئاسة العامة -أو القبطانية العامة- على كلّ من جزيرة كوبا وبورتوريكو وغواتيمالا وولاية فنزويلا وجزر الهند الشرقية الإسبانية. تعرض المخطط السابق إلى الانتقادات لأنه لم يوفّر فرصة التمثيل المتكافئ لأمريكا الإسبانية. على أي حال، وخلال الفترة الممتدة منذ نهاية عام 1808 وحتى أوائل عام 1809، انتخبت العواصم الإقليمية مرشحين عنها، ورفعت أسماءهم إلى عواصم النيابات الملكية والرئاسات العامة. لم تحظَ بعض المدن الكبرى والمهمة بالتمثيل المباشر في المجلس العسكري الأعلى. في على سبيل المثال، أثار إدراج مدينتي كيتو وسوكري تحت النيابة الملكية عن البيرو وريو دي لا بلاتا -على الترتيب- استياء المدينتين اللتين تعدان نفسهما عواصم ممالك. أدى هذا الاضطراب إلى تأسيس مجلس عسكريٍ في كل من المدينتين عام 1809، لكُنه سقط على يد السلطات خلال العام نفسه. قُمعت أيضًا محاولة تأسيس مجلس عسكري في إسبانيا الجديدة.

## الثورة المؤسساتية الإسبانية
ساهمت أحداث كالهروب نحو قادس وحلّ المجلس العسكري المركزي الأعلى في 29 يناير عام 1810 -بسبب الانتكاسات الحاصلة عقب معركة أوكانيا وخسارة القوات الإسبانية، وتكلفة المعركة التي دُفعت من أموال أمريكا الإسبانية- في تأسيس موجة أخرى من المجالس العسكرية في الأمريكيّتين. استولت القوات الفرنسية على جنوب إسبانيا، وأجبرت المجلس العسكري الأعلى على اللجوء إلى مدينة قادس الساحلية.
استُبدل المجلس العسكري الأعلى بمجلس أصغر مؤلف من 5 أشخاص، يُدعى مجلس الوصاية على إسبانيا وجزر الهند. سعيًا لتأسيس نظام حكومي أكثر شرعية، طالب مجلس الوصاية بعقد ما يُعرف بـ«المجالس العامة والاستثنائية للأمة الإسبانية»، وعُرفت باسم مجلس قادس. كان مخطط انتخاب المجلس، بناءً على المقاطعات وليس الممالك، أكثر عدلًا، ووفر المزيد من الوقت لتحديد ما يجب اعتباره مقاطعات ما وراء البحار. كان مجلس قادس أول مجلس وطني يدّعي السيادة على إسبانيا، ومثّل نهاية الممالك القديمة. عُقدت الجلسة الافتتاحية في 24 سبتمبر عام 1810 تحت الحصار الفرنسي، في المبنى الذي يُعرف اليوم باسم ريال تياترو دي لاس كورتيس. اتحدت المجالس في مجلس واحدٍ، ومثّل أعضاؤها كامل الإمبراطورية الإسبانية. 

## الاستجابة في أمريكا الإسبانية
لم يجد معظم الأمريكيين الإسبان سببًا يدفعهم إلى الاعتراف بحكومة بقايا الدولة المعرّضة لخطر الاستيلاء عليها من طرف الفرنسيين في أي لحظة، وشرعوا العمل على تأسيس مجالس عسكرية محلية للحفاظ على استقلال المنطقة عن فرنسا. حققت حركات المجالس العسكرية نجاحًا في غرناطة الجديدة (كولومبيا) وفنزويلا وتشيلي وريو دي لا بلاتا (الأرجنتين)، على الرغم من ظهور حركات أخرى لا تقل أهمية عنها في أمريكا الوسطى، لكن الأخيرة لم تحقق النجاح ذاته. في النهاية، بقيت أمريكا الوسطى، بالإضافة إلى معظم مناطق إسبانيا الجديدة وكيتو (الإكوادور) والبيرو والبيرو العليا (بوليفيا) وجزر الكاريبي وجزر الهند الشرقية الإسبانية، تحت سلطة الموالين للملكية خلال العقد التالي، وشاركت تلك المناطق في مساعي مجلس قادس لتأسيس حكومة ليبرالية في إسبانيا الملكية.

## آثار الاستقلال

### الاقتصاد
ما يقارب العقد ونصف من الحروب قد أضعف كثيرًا العلاقات الاقتصادية بين أمريكا وإسبانيا ومؤسساتهما السياسية، ما أعاق التنمية الاقتصادية المحتملة للمنطقة في معظم القرن التاسع عشر وأسفر عن عدم الاستقرار الدائم الذي شهدته المنطقة. دمّر الاستقلال الكتلة التجارية الواقعية التي كانت تُشكل الإمبراطورية الإسبانية - سفن مانيلا وأساطيل الكنز الإسبانية على وجه الخصوص. بعد الاستقلال، كانت التجارة بين الدول الأمريكية الإسبانية الجديدة أقل مما كانت عليه في الفترة الاستعمارية. بمجرد قطع الروابط، لم يقدم العدد القليل للسكان في معظم الدول الجديدة سوى حافزًا ضئيلًا لإغراء المنتجين الأمريكيين الإسبان لإعادة تشكيل أنماط التجارة القديمة. بالإضافة إلى ذلك، انتهت الحماية من المنافسة الأوروبية التي وفرها الاحتكار الإسباني لقطاعات التصنيع في الاقتصاد. وبسبب النظام النفعي، انخفضت التعريفات الوقائية لهذه القطاعات بشكل دائم ولا سيما إنتاج المنسوجات إلى جانب إضرار الواردات الأجنبية في الإنتاج المحلي. أثّر ذلك تأثيرًا كبيرًا على المجتمعات المحلية الأصلية التي تخصصت في أجزاء كثيرة من أمريكا الإسبانية، في تزويد الأسواق الحضرية بالمنتجات المصنعة على الرغم من استخدام نظام الأرباع في المكسيك. غرقت المدن التي تعتمد على التجارة البحرية مثل فالديفيا في الكساد مع انهيار نظام التجارة بين المستعمرات.
تباينت سياسات التجارة الخارجية فيما بين البلدان الجديدة، فبعضها مثل اتحاد مقاطعات ريو دي لا بلاتا وبيرو طبقت في البداية سياسات حمائية في حين كانت شيلي أكثر انفتاحًا على التجارة الخارجية بينما كانت ما تزال تطبق نوعًا من الاتًجارية الجديدة.
الدول الجديدة التي بدأت تترسخ جذورها في أميركا اللاتينية، وخاصة المكسيك، كثيرًا ما كانت تستقبل الدعم المالي الأجنبي من الدول الأوروبية. وكثيرًا ما يأتي هذا الاستثمار الأجنبي عن طريق القروض التي استمرت بإعاقة الاقتصادات التي دُمرت أو أُهملت أثناء الصراع. لم يكن هذا الاستثمار كافيًا لدعم الانتعاش الاقتصادي، ولا يمكن اعتباره إلا أنه ذو تأثير سلبي إضافي على النمو الاقتصادي في هذه الدول النامية حديثًا بدفعها إلى الغرق في الديون في محاولة لاسترداد اقتصاداتها ونموها. ومع دخول الدول المستقلة حديثًا أخيرًا إلى الاقتصاد العالمي بعد نهاية حروب الثورة الفرنسية والحرب النابليونية، عندما كانت اقتصادات أوروبا والولايات المتحدة تنتعش وتسعى بقوة إلى إيجاد أسواق جديدة لبيع منتجاتها بعد أكثر من عقدين من الاضطراب. في نهاية المطاف، لم تستطيع أمريكا الإسبانية الاتصال بالأسواق العالمية إلا كمصدر للمواد الخام ومستهلك للمنتجات كاملة الصنع.

### المجتمع
تطلّب الاستقلال عن التاج الإسباني التضامن بين جميع الطبقات الاجتماعية. غير أن لكل فصيل اجتماعي أفكاره عما ينبغي للمجتمع المحلي أن يبدو عليه بعد الاستقلال. وقد أثر ذلك على قدرة المجتمعات على الاندماج بسهولة بسبب عدم اتساق أفكارها المتعلقة بالنظم والإيديولوجيات السياسية في المستقبل، ما أدى إلى تصاعد الصراع بما يتعلق بتمكين الدولة. سمحت السلطة التي أمرتها طبقة الكريول النخبوية بالسيطرة على الدولة والتنمية الوطنية لضمان بقائهم في السلطة. ونتيجة لذلك، فإن دول أميركا اللاتينية المتشكلة حديثًا من شأنها أن تفي ببعض مطالب الفصائل الاجتماعية الأخرى لضمان الاستقرار والاندماج داخل النسيج الاجتماعي لدولة جديدة مع ضمان استمرار تواجد النخبة الكريولية في موقع السلطة والسيطرة على بقية المجتمع.
اتسمت المناقشة السياسية الساعية إلى الإجابة على هذه الأسئلة بالصدام بين الليبرالية والنزعة المحافظة. سعى المحافظون إلى الإبقاء على الهياكل الاجتماعية التقليدية لضمان الاستقرار؛ في حين سعى الليبراليون إلى إيجاد مجتمع واقتصاد أكثر ديناميكية بإنهاء الفوارق الاجتماعية القائمة على أساس عرقي وتخليص الممتلكات من القيود الاقتصادية. اعتمد الليبراليون إلى حدّ كبير، في سعيهم إلى تحويل المجتمع، سياسات لا ترحب بها المجتمعات المحلية، التي استفادت من الحماية الفريدة التي يوفرها لها القانون الإسباني التقليدي.
غير أن الاستقلال كان قد شرع في إلغاء الرّق في أمريكا الإسبانية، الأمر الذي اعتُبر جزءًا من النضال من أجل الاستقلال إذ أن العديد من العبيد قد نالوا حريتهم بالانضمام إلى جيوش الوطنيين. في المناطق التي لم تكن فيها العبودية مصدرًا رئيسيًا للعمالة (المكسيك وأميركا الوسطى وشيلي)، حدث التحرر بعد الاستقلال مباشرة تقريبًا. في المناطق التي كانت فيها العبودية مصدرًا رئيسيًا للعمالة (كولومبيا وفنزويلا وبيرو والأرجنتين)، فقد تم التحرر بخطوات على مدى العقود الثلاثة المقبلة وعادةً ما يتم ذلك أولًا مع إنشاء قوانين وبرامج الأرحام الحرة وبرامج التحرر التعويضي. بحلول أوائل 1850، تم إلغاء الرّق في الأمم المستقلة في أمريكا الإسبانية.

### دور المرأة
لم تكن المرأة مجرد متفرج طوال حروب الاستقلال في أمريكا اللاتينية. انحازت نساء كثيرات إلى القضايا السياسية و انضممن إلى حركات الاستقلال للمشاركة في العديد من المستويات المختلفة. لم يكن للمرأة إلا أن تساعد في توطيد علاقات أسرية سواء كأم أو أخت أو زوجات أو بنات الرجال الذين يقاتلون. أنشأت المرأة منظمات سياسية ونظمت اجتماعات وجماعات للتبرع بالأغذية والإمدادات للجنود. أيدت بعض النساء الحروب بوصفهن جاسوسات ومخبرات ومحاربات. يجمع بين مانويلا ساينز وسايمون بوليفار علاقة طويلة الأمد بدورها كجاسوسة تتمتع بثقة كاملة أثناء عملها كأمينة مكتب الأرشيف. أنقذت حياته في مناسبتين وقدمت الرعاية للجنود الجرحى، بل يعتقد بعض المؤرخين أنها شاركت في عدة معارك. تبعت سانز بوليفار وجيشه خلال حروب الاستقلال وأصبحت تعرف في أمريكا اللاتينية باسم «أم الحركة النسائية وتحرير المرأة والمساواة في الحقوق». كان بوليفار نفسه مؤيدًا لحقوق المرأة والاقتراع في أمريكا اللاتينية. كان بوليفار هو الذي سمح لسانز أن تصبح رائدة عظيمة لقضية حرية المرأة. أراد أيضًا أن يحرر نساء أمريكا اللاتينية من القمع والدونية التي أقامها النظام الإسباني. حتى أن بوليفار جعل من ساينز عقيد في الجيش الكولومبي بسبب بطولاتها التي أثارت الجدل بسبب عدم وجود نساء في الجيش في ذلك الوقت. من النساء المعروفات أيضًا خوانا أزوردي دي باديلا، وهي امرأة مختلطة العِرق ناضلت من أجل الاستقلال في منطقة ريو دي لا بلاتا. قامت الرئيسة الأرجنتينية كريستينا فرنانديز دي كيرشنر بعد وفاتها بترقيتها إلى رتبة جنرال. وفقًا للصور النمطية الجنسانية، فإن النساء لا يُقصد بهن أن يصبحن جنودًا؛ إذ كان من المفترض أن يشارك الرجال فقط في القتال والصراع. ما يزال هناك الكثير من النساء الحاضرات في ساحات القتال للمساعدة في الإنقاذ وممرضة الجنود. تقاتل بعض النساء جنبًا إلى جنب مع أزواجهن وأبنائهن في ساحة المعركة. تضطلع غالبية النساء بأدوار داعمة وغير تنافسية مثل جمع التبرعات ورعاية المرضى. كانت الثورة للمرأة شيئًا مختلفًا عما كانت تعني للرجل. فإن النساء يعتبرن الثورة وسيلة لكسب حقوق متساوية مثل التصويت والتغلب على إنهاء خضوع المرأة للرجل. وعادةً ما يتم تحديد النساء بوصفهن ضحايا خلال حروب الاستقلال إذ أن نساء أمريكا اللاتينية يجبَرن على التضحية من أجل القضية. تعني مُثل الأنوثة أنه يجب على المرأة أن تضحي بما يتطلبه الوضع مثل تضحية الأم بابنها أو تضحية العذراء بنفسها وهي على علم أنها قد تضحي بالأمومة أو الزواج بسبب فقدان العديد من الشباب. يعني هذا أن دور المرأة هو المساهمة في الاستقلال في دور داعم مع ترك القتال والسياسة بين أيدي الرجال.